# San Jose (Romblon)
San Jose ist eine philippinische Stadtgemeinde in der Provinz Romblon, in der Verwaltungsregion IV-B, MIMAROPA. Sie hat 10.881 Einwohner (Zensus 1. August 2015). Sie wird als Gemeinde der fünften Einkommensklasse auf den Philippinen und als teilweise urbanisiert eingestuft.
San Jose liegt im Süden der Provinz auf der kleinen Insel Carabao. Ihre Topographie wird durch ein flachwelliges Terrain gekennzeichnet. Im Nordosten liegt auf der Insel Tablas die Nachbargemeinde Santa Fe und im Süden die Insel Boracay. 

## Baranggays
Die Gemeinde setzte sich 2011 aus fünf Barangays zusammen:
| - Busay - Combot - Lanas - Pinamihagan - Poblacion |

## Weblink
- Informationen der Philippine Statistics Authority über San Jose